# 子連れのコンパニオン
「子連れのコンパニオン」（こづれのコンパニオン、原題: Closing Time）は、イギリスのSFドラマ『ドクター・フー』の第6シリーズ第12話。2011年9月24日に BBC One で初放送された。監督はスティーヴ・ヒューズ、脚本はギャレス・ロバーツが担当しており、彼が第5シリーズで執筆したエピソード「下宿人」の後日譚である。
本作では異星人のタイムトラベラー11代目ドクター（演:マット・スミス）が差し迫った死の前に別れを告げる旅に出ており、その過程で現代のコルチェスターに暮らす友人クレイグ（演:ジェームズ・コーデン）の家を訪れる。当初は長居するつもりのなかったドクターだが、デパートでサイバーマンの侵略が行われていることに気付き、クレイグと彼の息子アルフィーと共にその調査に動く。
ロバーツと番組製作総指揮スティーヴン・モファットは「下宿人」とコーデンの演技を喜び、クレイグの再登場を望んだ。「子連れのコンパニオン」はスミスとコーデンによる漫才でコメディ仕立てになっているが、フィナーレ「ドクター最後の日」に繋がるテーマとエピローグが盛り込まれている。本作では『ドクター・フー』新シリーズにサイバーマットが初登場し、彼らもデザインが一新された。エピソードの大部分はカーディフのデパートと民家で夜に撮影され、撮影は早朝まで続くこともあった。「子連れのコンパニオン」のイギリスでの視聴者数は693万人で、批評家からは一般に肯定的なレビューを受けた。サイバーマンの使用を喜ばない批評家も多かったが、演技・コメディ・感情に訴える場面が称賛された。

## 連続性
ドクター目線では「閉ざされたホテル」から200年が経過しており、「ドクターからの招待状」で殺害された未来のドクターの年齢になっている。彼が200年間をどのように過ごしてきたかは、映画に出演するなどしていた「ドクターからの招待状」の冒頭で垣間見ることができる。「ドクターからの招待状」で彼がコンパニオンに送った青い封筒と身に着けていたテンガロンハットは、いずれもクレイグの私物であることが本作で明かされる。リヴァー・ソングの視点からは本作の最後のシーンは「ドクターからの招待状」のピクニックの直前にあたり、彼女がドクターを射殺する宇宙飛行士であることが確定する。
本作では新シリーズで初めてサイバーマットが登場した。サイバーマットはクラシックシリーズでは The Tomb of the Cyberman（1967年）、The Wheel in Space（1968年）、「サイバー人間の復讐」（1975年）に登場していた。ドクターは子ども達に玩具を見せながらブリキ犬の話をしているが、これは4代目ドクターのコンパニオンであるK-9のことを指す。彼は赤ちゃんと会話することができるとも主張しており、これは実際に「ドクターの戦争」でやっていたことである。彼はクレイグの家の"模様替え"に「イマイチだ」と批判しており、これは The Three Doctors（1973年）と The Five Doctors（1983年）での2代目ドクターの台詞である。また、「ネズミじゃない、サイバーマットだ」という台詞は「サイバー人間の復讐」の小説版に由来するものである。
エイミーは著名人になっており、ペトリコールの香水の広告に "For the girl who's tired of waiting." というキャッチコピーと共に登場している。ペトリコールは「ハウスの罠」でサイキックパスワードとして使用され、その意味は「雨上がりの土の香り」である。ドクターは「11番目の時間」での出来事から頻繁にエイミーのことを「待ち続けた女の子」(the girl who waited)と呼んでおり、このフレーズは「無情に流れる時間」の原題にも使用されている。香水とその広告からは、本作が「閉ざされたホテル」よりも後の出来事であることが示唆されている。クレイグの新聞によると劇中の日付は2011年4月19日であり、これはシレンシオ湖でドクターが殺害される3日前を指す。

## 製作

### 脚本とキャスティング
脚本家ギャレス・ロバーツはインタビューにて、「下宿人」でのジェームズ・コーデンの演技を見てクレイグの再登場を考えたと語り、「既に彼は『ドクター・フー』ファミリーの一員のように感じた」と述べた。番組製作総指揮のスティーヴン・モファットは「下宿人」について「極めて私の心に近い」と喜び、クレイグの再登場を望んだ。彼は普段笑いを誘うキャラクターとしてキャスティングされるコーデンのために本作のペースが変わっていたとコメントし、クレイグについては「奇抜なドクターに対して真っ直ぐな男だ」と述べた。監督のスティーヴ・ヒューズはドクターとクレイグをローレル&ハーディやアボットとコステロ、サイモン・ペグとニック・フロストといった有名なコメディコンビになぞらえた。エピソードの大部分はコメディ仕立てでありが、シーズンフィナーレ「ドクター最後の日」やドクターの迫り来る死に向けての舞台も整えられている。シリアスな最後のシーンはモファットが執筆したもので、「肉体と石」から仄めかされてきたリヴァーの人生の出来事が結論付けられた。他のエピソードタイトルとしてロバーツは "Everything Must Go"、"The Last Adventure"、"Cyberman and a Baby" を提案していた。イギリス版の第6シリーズDVDパッケージでは、"Up All Night" というタイトルの前日譚がミニエピソードの Night and the Doctor シリーズの1つとして収録されている。
また、サイバーマンを再登場させるのはロバーツのアイディアであった。第6シリーズには再登場するモンスターがサイバーマンの他にいなかったことと、ドクターが死に直面する前に一度地球を救う最後の戦いをさせて歴史に通ずる展開にしたかったことから、彼はサイバーマンを再登場させることにした。彼は"死と延々と続く闇"が第6シリーズを通した一貫したテーマであると感じ、視聴者にはクレイグまでもがサイバーマンにアップグレードされるのではないかと思わせたかった。モファットは「愛でサイバーマンを吹き飛ばす」ことが父の息子の結びつきの『ドクター・フー』版であると感じた。ロバーツは、本作でのサイバーマンの描写が、『ドクター・フー』で一般的な"馬鹿げていてかつ怖ろしい"というコンセプトを主軸にしていると感じた。
ソフィー役のデイジー・ハガードはロンドンのアルメディア・シアターで舞台 Becky Shaw に出演しなくてはならなかったため、本作での出番が減っていた。デパートの店員役のリンダ・バロンは今回で『ドクター・フー』に3回目の出演を果たしたことになり、一度目は The Gunfighters（1966年）での "Ballad of the Last Chance Saloon" の声、二度目は Enlightenment（1983年）でのウラック役であった。「子連れのコンパニオン」に対応する『Doctor Who Confidential』のエピソード "Open All Hours" のタイトルは、彼女の出演する同名のシチュエーション・コメディ番組から取られたものである。BBC Radio 1のDJグレッグ・ジェームズは下着売り場の男性として台詞のないカメオ出演を果たし、彼のキャラクターにはカルロスというニックネームを与えられた。アルフィーは赤ちゃんの出演時間の規則上7人の赤ちゃんが演じており、ダミー人形も使用された。父親になろうとしていたコーデンは、赤ちゃんの母親たちからヒントを学んだ。

### 撮影と効果
「子連れのコンパニオン」の撮影の大部分はカーディフのハウウェルズ・デパートメントストアで行われ、撮影は4,5夜に及び、朝6時まで撮影が続いた日もあった。ヒューズはそのせいで製作チームが疲弊していたと述べたが、コーデンはむしろスタッフとキャストのテンションが高くなっていたと振り返った。伝えられるところによれば、デパートでの撮影は2011年3月に行われた。エピソードの残りの部分はカーディフの民家で撮影されており、家を所有する夫婦が彼らの2人の幼い息子のために、屋内で撮影して舞台にすることを許可した。ここでも製作は朝早くまで行われた。サイバーマットからクレイグを助けるためにドクターが破る引き戸の窓が小さすぎたため、製作チームは別の引き戸を製作した。新しい引き戸は大きすぎて粉々になってしまうため、大きな塊に割れるガラスが使用され、マット・スミスのスタントマンが飛び込んだ時にガラスが割れるようにする小型爆薬が仕込まれた。ヒューズはドクターが窓に飛び込んでガラスが割れたように視聴者に見せたく、スミスが窓に向かって走るシーンとスタントマンが飛び込むシーン、スミスがガラスの雨の中で着地するシーンを互いに重ね継いだ。

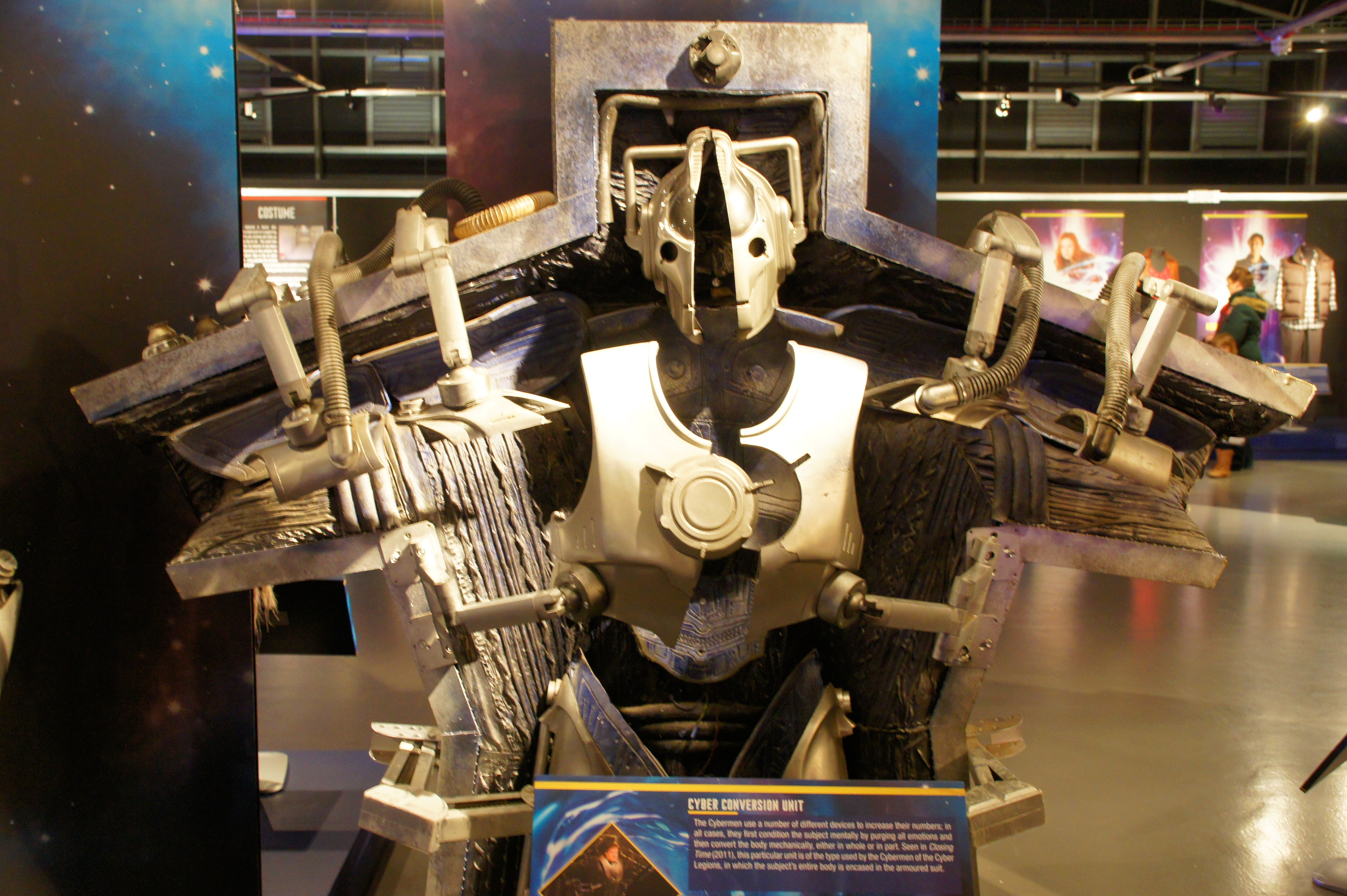
サイバーマンとそのアップグレード装置

「サイバーマン襲来」「鋼鉄の時代」（2006年）以降新シリーズ用に新たにデザインされたサイバーマンに用いられていたサイバス工業のロゴマークは、「ドクターの戦争」で登場したサイバーマンと同様に本作では覆い隠された。これは「サイバーマン襲来」に由来するサイバーマンがパラレルワールドを起源に持つサイバーマンであり、「子連れのコンパニオン」に登場するサイバーマンはクラシックシリーズにも登場した惑星モンダス発祥のサイバーマンと異なる系譜であるためである。「子連れのコンパニオン」で登場したサイバーマンは辛うじて生き延びたグループであり、製作チームは本作のサイバーマンを壊れた外見にした。サイバーマンのスーツは製作されてから5年も使用されており、実際に古くなっていた。コーデンに装着されたサイバーマンのスーツはサイバーコントローラー仕様のものであった。
サイバーマットは1975年の「サイバー人間の復讐」以来で初めて画面に登場し、デザインはよりハイテクな印象を抱かせるように改変された。頭部はサイバーマンの顔を想起させるようにデザインされている。追加されたピラニアのような歯は、サイバーマンが人間をアップグレードしたのと同様に、別の動物をアップグレードしたことを示唆している。3体のサイバーマットが製作されており、1つは投げられたり置かれたりする際に使用された歯のないスタンドダブルのサイバーマット、1つは登場人物と戦った歯のあるクローズアップのサイバーマット、1つはラジコン操作で床を走るサイバーマットであった。スミスはクレイグが襲われるシーンで歯のあるサイバーマットをフライパンで殴って破壊してしまい、後にテープで補修された。クレイグに飛び掛かるサイバーマットのCGはポストプロダクション特殊効果チームのThe Millが製作した。

## 放送と反応
「子連れのコンパニオン」は2011年9月24日にイギリスでは BBC One で、アメリカ合衆国ではBBCアメリカで初放送された。イギリスでは530万人の視聴者を獲得し、その放送枠では All-Star Family Fortunes に次いで2番目に高い記録を達成した。タイムシフト視聴者を加算した最終合計値は693万人に達し、同日に放送された『Xファクター』に次いで2番目に高い記録を残した。「子連れのコンパニオン」はBBC iPlayer でも9月で5番目に多くダウンロードされた。Appreciation Index は86を記録した。
日本では『ドクター・フー ニュー・ジェネレーション』第2シリーズとして2016年8月から第6シリーズのレギュラー放送がAXNミステリーにて始まり、「子連れのコンパニオン」は9月8日午後11時5分から前話「閉ざされたホテル」に続けて放送された。

### 批評家の反応
本作は批評家から一般に好評であり、スミスとコーデンの相互作用が称賛された。ガーディアン紙のダン・マーティンはシリーズの最後から2番目のエピソードとして本作を放送する決定に疑問を投げかけ、「『子連れのコンパニオン』は珍しいものだ」と述べ、スミスとコーデンのローレル&ハーディのような演技に肯定的だった。しかし、彼はサイバーマンが彼らの脅威を奪われているとも感じた。後にマーティンは当時未放送だった「ドクター最後の日」を除く第6シリーズのエピソードの中で本作を8番目に良いものに位置付けた。デイリー・テレグラフのギャヴィン・フラーは本作に5つ星中3つ星をつけ、スミスの演技を好意的にパトリック・トラウトンのものになぞらえた。インデペンデント紙のニーラ・デブナスは「好奇心をそそるペース変更だ」「ドクターとクレイグの素晴らしい化学反応と、重要なコメディを引き継いだ」と述べ、今回のコーデンの演技が「下宿人」での平均的な演技よりも優れていると称賛した。
ラジオ・タイムズのパトリック・マルケーンは終盤について「あまりに感情的すぎるが、感情を奪われたサイバーマンに対処するにはそれ以上に良い方法があるだろうか」と考えた。彼はエイミーとローリーのカメオ出演、およびリヴァー・ソングとコヴァリアンの緊張感溢れる終結に喜んだ。The A.V. Club のケイス・フィップスは「子連れのコンパニオン」にB+の評価を与え、サイバーマンよりも小さなキャラクターの場面に関する部分が多かったとした。彼は本作が「下宿人」ほど強力なエピソードではないとした一方で、シーズンフィナーレの前に休憩を挟んでドクターの柔らかい側面をもたらしたことを称賛した。デジタル・スパイのモーガン・ジェフェリーはスミスとコーデンおよびリンダ・バロンを絶賛し、感情的に重い2エピソードの後の楽しめる軽減だったと感じた。しかし、彼は本作が「下宿人」ほど良いものだったとは思わず、サイバーマンが無駄にされたとも感じ、クレイグがサイバーマンを愛の力で吹き飛ばしたのは物足りないと指摘した。Den of Geek のアンドリュー・ブレアは本作におけるサイバーマンを擁護しており、辛うじて生き延び、その状況の感情を理解することなく人々を機械的に改造しなくてはならなかった、サイバーマンの悲劇を描写していると意見した。
IGNのマット・リズレイは本作を10点満点で7.5点と評価し、スミスとコーデンの相性と、スミスと赤ちゃんとの関わりを称賛した。しかし、サイバーマンについては落胆の色を示しており、「ファンができると知っているような脅威や恐怖を全く提供してくれなかった」と批判した。SFX magazineのロブ・パワーは本作に星3つ半を与え、シーズンフィナーレの前に"適切に悪い"サイバーマンを使って明るいエピソードを製作したことについて「驚くべきことだ」と述べた。彼はサイバーマンには"真の脅威"が欠けていると感じ、クレイグの脱出方法も"安っぽい方法"だと述べたものの、本作で焦点が当たっているのはドクターの別れの旅であると考えてスミスの演技を称賛した。彼は、ドクターが悲しい目をして孤独と死を語っている場面により、「そうでなければ紙のように薄っぺらなエピソード」に重みづけがなされていたと考えた。また、パワーはフィナーレに向けて物語を運ぶ結末を称賛したが、リヴァー・ソングの居る最後のシーンは「良く結びついていない」と感じた。io9のチャーリー・ジェーン・アンダーズは「相応しい続編」「歓迎されるコメディショット」と表現し、宇宙がドクターを必要としているという彼の独白にも肯定的だった。しかし彼女はドクターとクレイグがゲイカップルに間違えられるというジョークを煩わしく感じ、"駄々っ子親父"や無学な女性店員といったステレオタイプを批判した。メトロ紙のクリストファー・フートンは本作について「現を抜かしている」「吐き気がするほど甘い」と述べ、コーデンの演技について「イライラする」と批判した。作風についてもCBBCに寄りすぎているスラップスティック・コメディ映画に依存していると批判し、音楽は独りよがりで陽気すぎると酷評した。